# Турнір претендентів
Турнір претендентів — шаховий турнір, організований ФІДЕ починаючи з 1950 року, щоб визначити претендента на звання чемпіона світу з шахів. Його переможець здобуває право на матч за світову першість проти чинного чемпіона світу.
На початку своєї історії проводився раз на три роки, але після розколу чемпіонату світу на початку 1990-х років, а потім зі змінами у визначенні претендента, турнір проводиться через різні часові проміжки.

## Організація

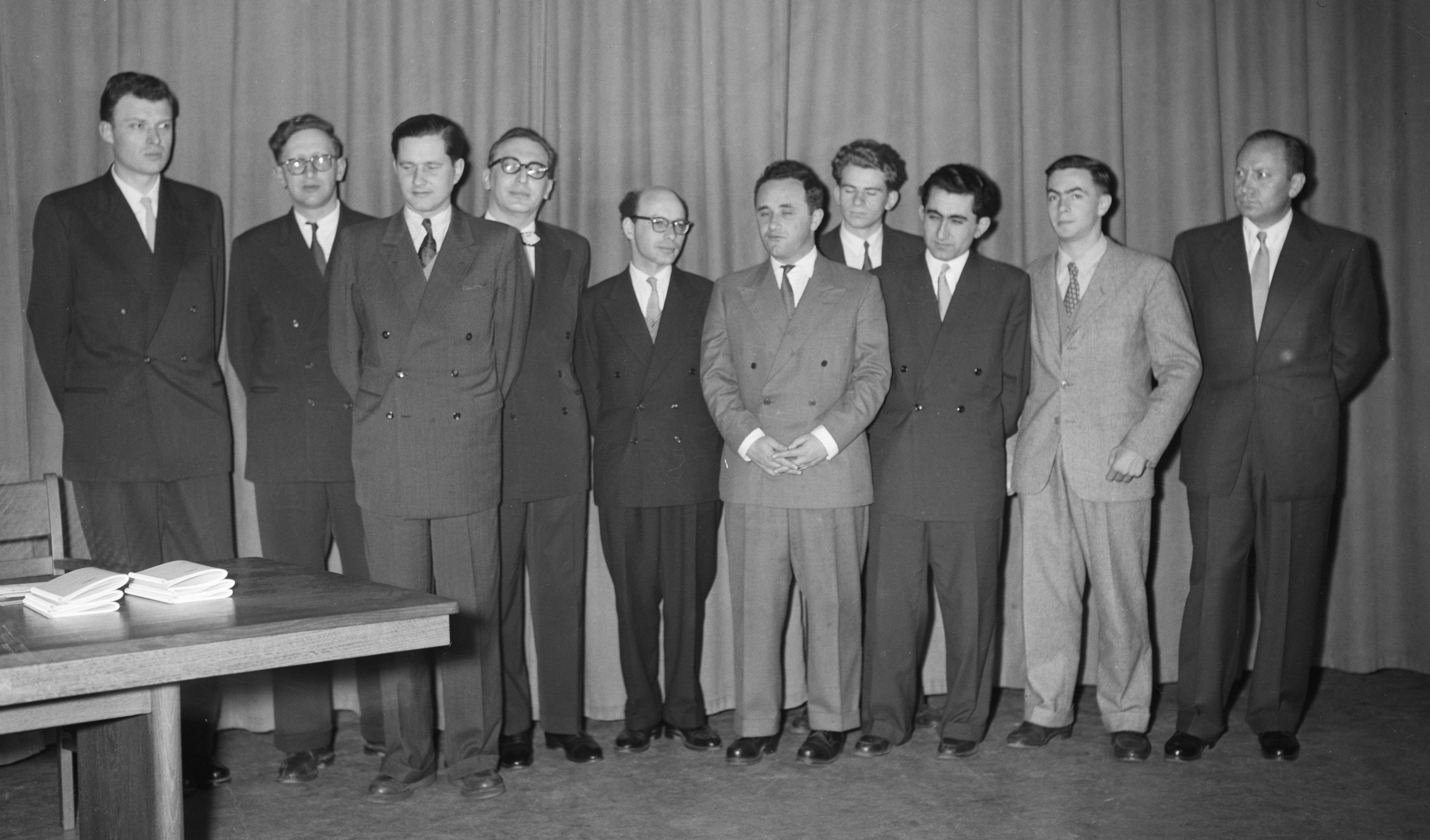
Турнір претендентів 1956 (Амстердам): 10 гравців

Кількість гравців на турнірі змінювалася в різні роки, від восьми до п'ятнадцяти. Більшість з них потрапляли через міжзональний турнір, хоча деякі проходили напряму, без необхідності грати в міжзональному.
Перший міжзональний/кандидатський цикл Чемпіонату світу відбувся 1948 року. До 1965 року турнір проводився за круговою системою. Від 1965 року проходив у вигляді матчів за олімпійською системою упродовж кількох місяців. У 1995–1996 роках чинний чемпіон світу ФІДЕ (Анатолій Карпов) також вступив у кандидатські матчі на стадії півфіналу, тому переможець був чемпіоном світу ФІДЕ.
ФІДЕ припинила проводити турніри/матчі претендентів після 1996 року, але потім вони повернулися в іншій формі під час циклу чемпіонату світу з шахів 2007.
Від 1993 по 2006 рік "класичний" Чемпіонат світу проводився окремо від ФІДЕ. В рамках його циклів також пройшло три кандидатські турніри (у 1994–1995, 1998 і 2002 роках) кожного разу з різними спонсорами і за іншими форматами. В одному з цих випадків замість його переможця 1998 року Олексія Широва у матчі за звання чемпіона світу 2000 грав інший шахіст.

## Результати претендентських турнірів
У нижченаведених таблицях показано учасників і результати всіх міжзональних і кандидатських турнірів, а також матчів за звання чемпіона світу. Гравці, показані в дужках курсивом, (Бондаревський, Ейве, Файн і Решевський у 1950 році, Ботвинник в 1965 році, Фішер в 1977 році, Карлсен у 2011 році) кваліфікувались у турнір претендентів, або потрапили в нього завдяки посіву, але не зіграли. Гравці, позначені курсивом та зірочкою, (Штейн* у 1962 та 1965 роках і Бронштейн* у 1965 році) не зіграли в турнірі претендентів через правило, що обмежувало кількість гравців з однієї країни. Шахісти, перераховані після тих, які позначені курсивом, (Флор у 1950 році, Геллер у 1965 році, Спаський у 1977 році, Грищук у 2011 році) кваліфікувались лише завдяки відмові від участі гравців у дужках.
Стовпчик "посіяний у фінал" зазвичай стосується чинного чемпіона, але має інший сенс у випадку Чемпіонату світу з шахів 1948, у якому п'ять гравців були посіяні на чемпіонський турнір, класичний Чемпіонат світу із шахів за версією ФІДЕ 2000, у якому двох гравців було відібрано в чемпіонський фінал, чемпіонату світу з шахів 2005, у якому вісім гравців було відібрано у фінальний турнір чемпіонату і чемпіонату світу з шахів 2007, у якому четверо гравців було відібрано у фінальний турнір чемпіонату.

### 1948-96: Міжзональні і претендентські турніри
| Роки           | Формат міжзонального турніру                                                                       | Кваліфікувались через міжзональний турнір | Посіяні в турнір претендентів | Формат турніру претендентів | Переможець(ці) турніру претендентів | Посіяний(ні) у фінал                                                      | Чемпіонський фінал                                                                                               |
| -------------- | -------------------------------------------------------------------------------------------------- | --- | --- | --- | --- | ------------------------------------------------------------------------- | --- |
| 1948           | Жодного                                                                                            | У 1946–1947 роках ФІДЕ вирішила провести турнір між шістьма. ФІДЕ вибрала Файна і Кереса як переможців турніру АВРО 1938, якого визнала Турніром претендентів. Решевського вибрали як багаторазового чемпіона США, Ботвинника як чемпіона СРСР, Ейве як колишнього чемпіона світу, Смислова як одного з кількох радянських гросмейстерів. Рубен Файн знявся з турніру 1948 року. | У 1946–1947 роках ФІДЕ вирішила провести турнір між шістьма. ФІДЕ вибрала Файна і Кереса як переможців турніру АВРО 1938, якого визнала Турніром претендентів. Решевського вибрали як багаторазового чемпіона США, Ботвинника як чемпіона СРСР, Ейве як колишнього чемпіона світу, Смислова як одного з кількох радянських гросмейстерів. Рубен Файн знявся з турніру 1948 року. | У 1946–1947 роках ФІДЕ вирішила провести турнір між шістьма. ФІДЕ вибрала Файна і Кереса як переможців турніру АВРО 1938, якого визнала Турніром претендентів. Решевського вибрали як багаторазового чемпіона США, Ботвинника як чемпіона СРСР, Ейве як колишнього чемпіона світу, Смислова як одного з кількох радянських гросмейстерів. Рубен Файн знявся з турніру 1948 року. | У 1946–1947 роках ФІДЕ вирішила провести турнір між шістьма. ФІДЕ вибрала Файна і Кереса як переможців турніру АВРО 1938, якого визнала Турніром претендентів. Решевського вибрали як багаторазового чемпіона США, Ботвинника як чемпіона СРСР, Ейве як колишнього чемпіона світу, Смислова як одного з кількох радянських гросмейстерів. Рубен Файн знявся з турніру 1948 року. | 5 гравців, Ботвинник, Смислов, Керес, Решевський, Ейве                    | Гаага/ Москва 1948 п'ятиколовий турнір, 1. Ботвинник 14 / 20 2. Смислов 11 3.-4. Керес, Решевський 10½ 5. Ейве 4 |
| 1948–51        | Сальтшьобаден 1948 (Стокгольм) 1948 20 гравців, одноколовий турнір, 8 кваліфікувалося              | 1. Бронштейн, 2. Сабо, 3. Болеславський, 4. Котов, 5. Лілієнталь, 6.-9. Найдорф, Штальберг, (Бондаревський), Флор | Смислов, Керес (Ейве, Файн, Решевський) | Будапешт 1950 10 гравців, двоколовий турнір 1.-2. Болеславський, Бронштейн 3. Смислов; 4. Керес | Бронштейн (виграв матч плей-оф проти Болеславського) | Ботвинник (чемпіон 1948)                                                  | Москва 1951 матч з 24 ігор Нічия 12–12, Ботвинник зберіг звання                                                  |
| 1952–54        | Сальтшьобаден 1952 (Стокгольм) 1952 21 гравець, одноколовий турнір, 8 кваліфікувалося              | 1. Котов, 2.-3. Тайманов, Петросян, 4. Геллер, 5.-8. Авербах, Штальберг, Сабо, Глігорич | Бронштейн, Болеславський, Смислов, Керес, Решевський, Найдорф, Ейве | Цюрих 1953 15 гравців, двоколовий турнір 1. Смислов 2.-4. Бронштейн, Керес, Решевський | Смислов | Ботвинник (чемпіон 1951)                                                  | Москва 1954 матч з 24 ігор Нічия 12–12, Ботвинник зберіг звання                                                  |
| 1955–57        | Гетеборг 1955 21 гравець, одноколовий турнір, 9 кваліфікувалося                                    | 1. Бронштейн, 2. Керес, 3. Панно, 4. Петросян, 5.-6. Геллер, Сабо, 7-9. Філіп, Пільник, Спаський | Смислов | Амстердам 1956 10 гравців, двоколовий турнір 1. Смислов 2. Керес | Смислов | Ботвинник (чемпіон 1954)                                                  | Москва 1957 Смислов виграв 12½–9½                                                                                |
| 1958           | Рематч                                                                                             | Рематч | Рематч | Рематч | Рематч | Ботвинник, Смислов                                                        | Москва 1958 Ботвинник виграв 12½–10½                                                                             |
| 1958–60        | Порторож 1958 21 гравець, одноколовий турнір, 6 кваліфікувалося                                    | 1. Таль, 2. Глігорич, 3.-4. Петросян, Бенко, 5.-6. Олафссон, Фішер | Смислов, Керес | Югославія 1959 1959 8 гравців, чотириколовий турнір 1. Таль; 2. Керес; 3. Петросян; 4. Смислов | Таль | Ботвинник (чемпіон 1958)                                                  | Москва 1960 Таль виграв 12½–8½                                                                                   |
| 1961           | Рематч                                                                                             | Рематч | Рематч | Рематч | Рематч | Ботвинник, Таль                                                           | Москва 1961 Ботвинник виграв 13–8                                                                                |
| 1962–63        | Стокгольм 1962 23 гравці, одноколовий турнір, 6 кваліфікувалося                                    | 1. Фішер, 2.-3. Геллер, Петросян, 4.-5. Корчной, Філіп, 6.-8. Штейн*, Бенко | Таль, Керес | Кюрасао 1962 8 гравців, чотириколовий турнір 1. Петросян; 2. Керес; 3. Геллер; 4. Фішер | Петросян | Ботвинник (чемпіон 1961)                                                  | Москва 1963 Петросян виграв 12½–9½                                                                               |
| 1964–66        | Амстердам 1964 24 гравці, одноколовий турнір, 6 кваліфікувалося                                    | 1.-4. Смислов, Ларсен, Спаський, Таль, 5. Штейн*, 6. Бронштейн*, 7. Івков, 8.-9. Портіш | Керес, (Ботвинник), Геллер | 1965: 8 гравців, матчі Півфінали: Спаський переміг Геллера Таль переміг Ларсена | Спаський переміг Таля у фіналі | Петросян (чемпіон 1963)                                                   | Москва 1966 Петросян виграв 12½–11½                                                                              |
| 1967–69        | Сус 1967 23 гравці, одноколовий турнір, 6 кваліфікувалося                                          | 1. Ларсен, 2.-4. Корчной, Геллер, Глігорич, 5. Портіш, 6.-8. Решевський | Спаський, Таль | 1968: 8 гравців, матчі Півфінали: Корчной переміг Таля Спаський переміг Ларсена | У фіналі Спаський переміг Корчного | Петросян (чемпіон 1966)                                                   | Москва 1969 Спаський виграв 12½–10½                                                                              |
| 1970–72        | Пальма-де-Майорка 1970 24 гравці, одноколовий турнір, 6 кваліфікувалося                            | 1. Фішер, 2.-4. Ларсен, Геллер, Гюбнер, 5.-6. Тайманов, Ульманн | Петросян, Корчной | 1971: 8 гравців, матчі Півфінали: Петросян переміг Корчного Фішер переміг Ларсена | У фіналі Фішер переміг Петросяна | Спаський (чемпіон 1969)                                                   | Рейк'явік 1972 Фішер виграв 12½–8½                                                                               |
| 1973–75        | 1973: Два одноколових міжзональних турніри по 18 гравців; з кожного кваліфікувалося по 3 гравці    | Ленінград 1973: 1.-2. Корчной, Карпов, 3. Бірн; | Спаський, Петросян | 1974: 8 гравців, матчі Півфінали : Корчной переміг Петросяна Карпов переміг Спаського | У фіналі Карпов переміг Корчного | Фішер (чемпіон 1972)                                                      | 1975: Карпов виграв через відмову Фішера                                                                         |
| 1973–75        | 1973: Два одноколових міжзональних турніри по 18 гравців; з кожного кваліфікувалося по 3 гравці    | Петрополіс 1973: 1.Мекінг, 2.-4.: Портіш, Полугаєвський | Спаський, Петросян | 1974: 8 гравців, матчі Півфінали : Корчной переміг Петросяна Карпов переміг Спаського | У фіналі Карпов переміг Корчного | Фішер (чемпіон 1972)                                                      | 1975: Карпов виграв через відмову Фішера                                                                         |
| 1976–78        | 1976: Два одноколових міжзональних турніри по 20 гравців; з кожного кваліфікувалося по 3 гравці    | Біль 1976: 1. Ларсен, 2.-4. Петросян, Портіш | Корчной, (Фішер), Спаський | 1977-78: 8 гравців, матчі Півфінали : Корчной переміг Полугаєвського Спаський переміг Портіша | У фіналі Корчной переміг Спаського (1977–78) | Карпов (чемпіон 1975)                                                     | Баґйо 1978 Карпов виграв 6–5 після 32 ігор (без урахування нічиїх)                                               |
| 1976–78        | 1976: Два одноколових міжзональних турніри по 20 гравців; з кожного кваліфікувалося по 3 гравці    | Маніла 1976: 1. Мекінг, 2.-3. Полугаєвський, Горт | Корчной, (Фішер), Спаський | 1977-78: 8 гравців, матчі Півфінали : Корчной переміг Полугаєвського Спаський переміг Портіша | У фіналі Корчной переміг Спаського (1977–78) | Карпов (чемпіон 1975)                                                     | Баґйо 1978 Карпов виграв 6–5 після 32 ігор (без урахування нічиїх)                                               |
| 1979–81        | 1979: Два одноколових міжзональних турніри по 18 гравців; з кожного кваліфікувалося по 3 гравці    | Рига 1979: 1.-2. Таль, Полугаєвський, 3.-4. Адор'ян; | Корчной, Спаський | 1980: 8 гравців, матчі Півфінали: Корчной переміг Полугаєвського Гюбнер переміг Портіша | У фіналі Корчной переміг Гюбнера | Карпов (чемпіон 1978)                                                     | Мерано 1981 Карпов виграв 6–2 після 18 ігор (без урахування нічиїх)                                              |
| 1979–81        | 1979: Два одноколових міжзональних турніри по 18 гравців; з кожного кваліфікувалося по 3 гравці    | Ріо-де-Жанейро 1979: 1.-3. Портіш, Петросян, Гюбнер | Корчной, Спаський | 1980: 8 гравців, матчі Півфінали: Корчной переміг Полугаєвського Гюбнер переміг Портіша | У фіналі Корчной переміг Гюбнера | Карпов (чемпіон 1978)                                                     | Мерано 1981 Карпов виграв 6–2 після 18 ігор (без урахування нічиїх)                                              |
| 1982–85        | 1982: Три одноколових міжзональних турніри по 14 гравців; з кожного кваліфікувалося по 2 гравці    | Лас-Пальмас 1982: 1. Ріблі, 2. Смислов; | Корчной, Гюнер | 1983-84: 8 гравців, матчі Півфінали: Каспаров переміг Корчного Смислов переміг Ріблі | У фіналі Каспаров переміг Смислова (1984) | Карпов (чемпіон 1981)                                                     | Москва 1984-85 Необмежений матч припинено після 48 ігр за рахунку 5–3 на користь Карпова (без урахування нічиїх) |
| 1982–85        | 1982: Три одноколових міжзональних турніри по 14 гравців; з кожного кваліфікувалося по 2 гравці    | Толука 1982: 1.-2. Портіш, Торре | Корчной, Гюнер | 1983-84: 8 гравців, матчі Півфінали: Каспаров переміг Корчного Смислов переміг Ріблі | У фіналі Каспаров переміг Смислова (1984) | Карпов (чемпіон 1981)                                                     | Москва 1984-85 Необмежений матч припинено після 48 ігр за рахунку 5–3 на користь Карпова (без урахування нічиїх) |
| 1985           | 1982: Три одноколових міжзональних турніри по 14 гравців; з кожного кваліфікувалося по 2 гравці    | Москва 1982: 1. Каспаров, 2. Бєлявський; | Корчной, Гюнер | 1983-84: 8 гравців, матчі Півфінали: Каспаров переміг Корчного Смислов переміг Ріблі | У фіналі Каспаров переміг Смислова (1984) | перегравання : Карпов, Каспаров                                           | Москва 1985 матч з 24 ігор Каспаров виграв перегравання 13–11                                                    |
| 1986           | Рематч                                                                                             | Рематч | Рематч | Рематч | Рематч | Карпов, Каспаров                                                          | Лондон/Ленінград 1986 Каспаров виграв 12½–11½                                                                    |
| 1985–87        | 1985: Три одноколових міжзональних турніри по 16-18 гравців; з кожного кваліфікувалося по 4 гравці | Біль 1985: 1. Ваганян, 2. Сейраван, 3. Соколов, 4.-6. Шорт; | Корчной, Ріблі, Смислов, Спаський (посіяний на турнір) Карпов (посіяний у фінал 1987) | Монпельє 1985: 16 гравців, одноколовий турнір, 1.-3. Юсупов, Соколов, Ваганян, 4.-5. Тімман | Лінарес 1987: У фіналі Карпов здолав переможця матчу (Соколова). | Каспаров (чемпіон 1985)                                                   | Севілья 1987 Матч з 24 ігор Нічия 12–12, Каспаров зберіг звання                                                  |
| 1985–87        | 1985: Три одноколових міжзональних турніри по 16-18 гравців; з кожного кваліфікувалося по 4 гравці | Таско 1985: 1. Тімман, 2. Ногейрас, 3. Таль, 4. Спраггетт; | Корчной, Ріблі, Смислов, Спаський (посіяний на турнір) Карпов (посіяний у фінал 1987) | Монпельє 1985: 16 гравців, одноколовий турнір, 1.-3. Юсупов, Соколов, Ваганян, 4.-5. Тімман | Лінарес 1987: У фіналі Карпов здолав переможця матчу (Соколова). | Каспаров (чемпіон 1985)                                                   | Севілья 1987 Матч з 24 ігор Нічия 12–12, Каспаров зберіг звання                                                  |
| 1985–87        | 1985: Три одноколових міжзональних турніри по 16-18 гравців; з кожного кваліфікувалося по 4 гравці | Туніс 1985: 1. Юсупов, 2. Бєлявський, 3. Портіш, 4.-5. Чернін | Корчной, Ріблі, Смислов, Спаський (посіяний на турнір) Карпов (посіяний у фінал 1987) | 1986: 4 гравці грали два раунди матчів: Юсупов переміг Тіммана; Соколов переміг Ваганяна і Юсупова. | Лінарес 1987: У фіналі Карпов здолав переможця матчу (Соколова). | Каспаров (чемпіон 1985)                                                   | Севілья 1987 Матч з 24 ігор Нічия 12–12, Каспаров зберіг звання                                                  |
| 1987–90        | 1987: Три одноколових міжзональних турніри по 17-18 гравців; з кожного кваліфікувалося по 3 гравці | Суботиця 1987: 1.-3. Сакс, Шорт, Спілмен; | Соколов, Тімман, Ваганян, Юсупов, Спраггетт Карпов (посіяний у другий раунд) | 1988: 14 гравців грали один раунд матчів, 1989: Карпов приєднався до переможців у чвертьфіналі Півфінали (1989): Карпов переміг Юсупова Тімман переміг Спілмена | У фіналі Карпов переміг Тіммана (1990) | Каспаров (чемпіон 1987)                                                   | Нью-Йорк/Ліон 1990 Каспаров виграв 12½–11½                                                                       |
| 1987–90        | 1987: Три одноколових міжзональних турніри по 17-18 гравців; з кожного кваліфікувалося по 3 гравці | Сірак 1987: 1.-2. Салов, Хьяртарсон, 3.-4. Портіш; | Соколов, Тімман, Ваганян, Юсупов, Спраггетт Карпов (посіяний у другий раунд) | 1988: 14 гравців грали один раунд матчів, 1989: Карпов приєднався до переможців у чвертьфіналі Півфінали (1989): Карпов переміг Юсупова Тімман переміг Спілмена | У фіналі Карпов переміг Тіммана (1990) | Каспаров (чемпіон 1987)                                                   | Нью-Йорк/Ліон 1990 Каспаров виграв 12½–11½                                                                       |
| 1987–90        | 1987: Три одноколових міжзональних турніри по 17-18 гравців; з кожного кваліфікувалося по 3 гравці | Загреб 1987: 1. Корчной, 2.-3. Сейраван, Ельвест | Соколов, Тімман, Ваганян, Юсупов, Спраггетт Карпов (посіяний у другий раунд) | 1988: 14 гравців грали один раунд матчів, 1989: Карпов приєднався до переможців у чвертьфіналі Півфінали (1989): Карпов переміг Юсупова Тімман переміг Спілмена | У фіналі Карпов переміг Тіммана (1990) | Каспаров (чемпіон 1987)                                                   | Нью-Йорк/Ліон 1990 Каспаров виграв 12½–11½                                                                       |
| 1990–93        | Маніла 1990 Турнір за швейцарською системою з 64 гравців, 11 кваліфікувалося                       | 1.-2. Гельфанд, Іванчук, 3.-4. Ананд, Шорт, 5.-11. Сакс, Корчной, Гюнер, Ніколич, Юдасін, Долматов, Дрєєв | Тімман, Юсупов, Спілмен Карпов (посіяний у другий раунд) | 1991: 14 гравців, грали один раунд матчів, 1991: Карпов приєднався у чвертьфіналі Півфінали (1992): Шорт переміг Карпова Тімман переміг Юсупова | У фіналі Шорт переміг Тіммана (1993) | Каспаров (чемпіон 1990)                                                   | Лондон, вересень-жовтень 1993: Каспаров переміг Шорта 13–8 під егідою ПША;                                       |
| 1990–93        | Маніла 1990 Турнір за швейцарською системою з 64 гравців, 11 кваліфікувалося                       | 1.-2. Гельфанд, Іванчук, 3.-4. Ананд, Шорт, 5.-11. Сакс, Корчной, Гюнер, Ніколич, Юдасін, Долматов, Дрєєв | Тімман, Юсупов, Спілмен Карпов (посіяний у другий раунд) | 1991: 14 гравців, грали один раунд матчів, 1991: Карпов приєднався у чвертьфіналі Півфінали (1992): Шорт переміг Карпова Тімман переміг Юсупова | У фіналі Шорт переміг Тіммана (1993) | Каспаров (чемпіон 1990)                                                   | Нідерланди /Джакарта вересень-листопад 1993: Карпов переміг Тіммана 12½–8½ під егідою ФІДЕ                       |
| 1993–95 (ПША)  | Гронінген грудень 1993 Турнір за швейцарською системою з 54 гравців, 7 кваліфікувалося             | 1.-2. Адамс, Ананд, 3.-7. Камський, Крамник, Тівяков, Гулько, Романишин | Шорт | 1994-95: 8 гравців, матчі Півфінали : Камський переміг Шорта Ананд переміг Адамса | У фіналі Ананд переміг Камського (1995) | Каспаров (чемпіон ПША 1993)                                               | Нью-Йорк вересень–жовтень 1995 матч з 20 ігор Каспаров виграв 10½–7½                                             |
| 1993–96 (ФІДЕ) | Біль 1993, липень турнір за швейцарською системою на 73 гравці, 10 кваліфікувалося                 | 1. Гельфанд, 2.-9. Ван дер Стеррен, Камський, Халіфман, Адамс, Юдасін, Салов, Лотьє, Крамник, 10.-15. Ананд | Тімман, Юсупов | 1994: 12 гравців грали два раунди матчів. | Півфінали (лютий 1995): Карпов переміг Гельфанда, Камський переміг Салова | Півфінали (лютий 1995): Карпов переміг Гельфанда, Камський переміг Салова | Еліста 1996 матч з 20 ігор Карпов виграв 10½–7½                                                                  |
| 1993–96 (ФІДЕ) | Біль 1993, липень турнір за швейцарською системою на 73 гравці, 10 кваліфікувалося                 | 1. Гельфанд, 2.-9. Ван дер Стеррен, Камський, Халіфман, Адамс, Юдасін, Салов, Лотьє, Крамник, 10.-15. Ананд | Карпов (посіяний у півфінали) | 1995: Карпов приєднався до переможців (Гельфанд, Камський, Салов) у півфіналах. | Півфінали (лютий 1995): Карпов переміг Гельфанда, Камський переміг Салова | Півфінали (лютий 1995): Карпов переміг Гельфанда, Камський переміг Салова | Еліста 1996 матч з 20 ігор Карпов виграв 10½–7½                                                                  |

### Окремі титули 1997–2006
Після 1996 року більше не було міжзональних турнірів, але ФІДЕ продовжувала організовувати квалафікаційні зональні турніри.
| Класичні чемпіонати світу (1998–2004) | Класичні чемпіонати світу (1998–2004) | Класичні чемпіонати світу (1998–2004) | Класичні чемпіонати світу (1998–2004) | Класичні чемпіонати світу (1998–2004) | Класичні чемпіонати світу (1998–2004) | Класичні чемпіонати світу (1998–2004) | Класичні чемпіонати світу (1998–2004) |
| Роки                                  | Формат претендентських турнірів | Сіяні у претендентські турніри | Сіяні у претендентські турніри | Сіяні у претендентські турніри | Переможець(ці) претендентських турнірів | Сіяний у фінал | Чемпіонський фінал |
| ------------------------------------- | --- | --- | --- | --- | --- | --- | --- |
| 1998 (класичний)                      | Касорла, травень–червень 1998 року матч з 10 ігор | Крамник, Широв (за рейтингом) | Крамник, Широв (за рейтингом) | Крамник, Широв (за рейтингом) | Широв виграв 5½–3½ | Каспаров (чемпіон 1995) | Матч так і не відбувся |
| 2000 (класичний)                      | Жодного | Жодного | Жодного | Двоє гравців посіяні у фінал: Каспаров (чемпіон 1995); Крамник (за рейтингом) | Двоє гравців посіяні у фінал: Каспаров (чемпіон 1995); Крамник (за рейтингом) | Двоє гравців посіяні у фінал: Каспаров (чемпіон 1995); Крамник (за рейтингом) | Лондон: жовтень- листопад 2000 року матч з 16 ігор Крамник виграв 8½–6½                                                                      |
| 2002–2004 (класичний)                 | Дортмунд 2002, липень попередній: двоколовий турнір на чотири гравці; Півфінали: перші місця з кожної групи грають проти других з іншої в міні-матчах | Попередні: група 1: 1. Широв, 2.Топалов, 3.Гельфанд, 4.Луц група 2: 1.Барєєв, 2.Леко, 3.Адамс, 4.Морозевич Півфінали : Леко переміг Широва, а Топалов переміг Барєєва. | Попередні: група 1: 1. Широв, 2.Топалов, 3.Гельфанд, 4.Луц група 2: 1.Барєєв, 2.Леко, 3.Адамс, 4.Морозевич Півфінали : Леко переміг Широва, а Топалов переміг Барєєва. | Попередні: група 1: 1. Широв, 2.Топалов, 3.Гельфанд, 4.Луц група 2: 1.Барєєв, 2.Леко, 3.Адамс, 4.Морозевич Півфінали : Леко переміг Широва, а Топалов переміг Барєєва.                          | У фіналі Леко переміг Топалова) | Крамник (чемпіон 2000) | Бриссаго: вересень–жовтень 2004 матч з 14 ігор Нічия 7–7, Крамник зберіг звання                                                              |
| Чемпіонати ФІДЕ (1997–2005)           | | | | | | | |
| Рік                                   | Формат турніру претендентів | Посіяний у турнір претендентів | Посіяний у турнір претендентів | Посіяний у турнір претендентів | Фіналісти | Фіналісти | Чемпіонський фінал |
| 1997–1998 (ФІДЕ)                      | Гронінген грудень 1997, 7 раундів, міні-матчі, турнір за олімпійською системою                                                                        | 100 гравців, Чвертьфіналісти: Адамс, ван Велі, Шорт, Красенков, Гельфанд, Дрєєв, Ананд і Широв.                                                                        | 100 гравців, Чвертьфіналісти: Адамс, ван Велі, Шорт, Красенков, Гельфанд, Дрєєв, Ананд і Широв.                                                                        | 100 гравців, Чвертьфіналісти: Адамс, ван Велі, Шорт, Красенков, Гельфанд, Дрєєв, Ананд і Широв.                                                                                                 | Ананд (переміг Адамса в претендентському фіналі) Карпов (чемпіон ФІДЕ 1996) | Ананд (переміг Адамса в претендентському фіналі) Карпов (чемпіон ФІДЕ 1996) | Лозанна: січень 1998 матч з 6 ігор нічия 3–3; Карпов виграв плей-оф у швидкі шахи 2–0                                                        |
| 1999 (ФІДЕ)                           | Лас-Вегас липень–серпень 1999, 7 раундів, міні-матчі, турнір за олімпійською системою                                                                 | 100 гравців, чвертьфіналісти: Крамник, Адамс, Мовсесян, Akopian, Широв, Нісіпяну, Халіфман, Ю. Полгар                                                                  | 100 гравців, чвертьфіналісти: Крамник, Адамс, Мовсесян, Akopian, Широв, Нісіпяну, Халіфман, Ю. Полгар                                                                  | 100 гравців, чвертьфіналісти: Крамник, Адамс, Мовсесян, Akopian, Широв, Нісіпяну, Халіфман, Ю. Полгар                                                                                           | півфінали: Халіфман переміг Нісіпяну, Акопян переміг Адамса | півфінали: Халіфман переміг Нісіпяну, Акопян переміг Адамса | Лас-Вегас 1999 матч з 6 ігор Халіфман виграв 3½–2½                                                                                           |
| 2000 (ФІДЕ)                           | Нью-Делі (6 раундів)/фінал у Тегерані листопад–грудень 2000 7 раундів, міні-матчі, турнір за олімпійською системою, фінал відбувся в Тегерані         | 100 гравців, чвертьфіналісти: Ананд, Халіфман, Адамс, Топалов, Ткачов, Грищук, Широв і Барєєв                                                                          | 100 гравців, чвертьфіналісти: Ананд, Халіфман, Адамс, Топалов, Ткачов, Грищук, Широв і Барєєв                                                                          | 100 гравців, чвертьфіналісти: Ананд, Халіфман, Адамс, Топалов, Ткачов, Грищук, Широв і Барєєв                                                                                                   | півфінали: Ананд переміг Адамса, Широв переміг Грищука | півфінали: Ананд переміг Адамса, Широв переміг Грищука | Тегеран грудень 2000 матч з 6 ігор Ананд виграв 3½–½                                                                                         |
| 2001–2002 (ФІДЕ)                      | Москва листопад–грудень 2001 7 раундів, міні-матчі, турнір за олімпійською системою з відносно швидким контролем часу                                 | 128 гравців, Чвертьфіналісти: Ананд, Широв, Іванчук, Лотьє, Свідлер, Гельфанд, Пономарьов і Барєєв                                                                     | 128 гравців, Чвертьфіналісти: Ананд, Широв, Іванчук, Лотьє, Свідлер, Гельфанд, Пономарьов і Барєєв                                                                     | 128 гравців, Чвертьфіналісти: Ананд, Широв, Іванчук, Лотьє, Свідлер, Гельфанд, Пономарьов і Барєєв                                                                                              | півфінали: Пономарьов переміг Свідлера, Іванчук переміг Ананда | півфінали: Пономарьов переміг Свідлера, Іванчук переміг Ананда | Москва Січень 2002 матч з 8 ігор Пономарьов виграв 4½–2½                                                                                     |
| 2004 (ФІДЕ)                           | Триполі червень–липень 2004 7 раундів, міні-матчі, турнір за олімпійською системою з відносно швидким контролем часу                                  | 128 гравців, чвертьфіналісти: Топалов, Харлов, Касимджанов, Грищук, Раджабов, Домінгес, Адамс, Акопян                                                                  | 128 гравців, чвертьфіналісти: Топалов, Харлов, Касимджанов, Грищук, Раджабов, Домінгес, Адамс, Акопян                                                                  | 128 гравців, чвертьфіналісти: Топалов, Харлов, Касимджанов, Грищук, Раджабов, Домінгес, Адамс, Акопян                                                                                           | півфінали: Адамс переміг Раджабова, Касимджанов переміг Топалова | півфінали: Адамс переміг Раджабова, Касимджанов переміг Топалова | Триполі липень 2004 матч з 6 ігор Нічия 3–3; Касимджанов виграв плей-оф у швидкі шахи 1½–½                                                   |
| 2005 (ФІДЕ)                           | Жодного | Жодного | Жодного | 8 гравців посіяні у фінал: Касимджанов (чемпіон ФІДЕ); Адамс (фіналіст ФІДЕ 2004); Ананд, Морозевич, Топалов (за рейтингом), Леко (класичний фіналіст 2004), Ю. Полгар і Свідлер (за рейтингом) | 8 гравців посіяні у фінал: Касимджанов (чемпіон ФІДЕ); Адамс (фіналіст ФІДЕ 2004); Ананд, Морозевич, Топалов (за рейтингом), Леко (класичний фіналіст 2004), Ю. Полгар і Свідлер (за рейтингом) | 8 гравців посіяні у фінал: Касимджанов (чемпіон ФІДЕ); Адамс (фіналіст ФІДЕ 2004); Ананд, Морозевич, Топалов (за рейтингом), Леко (класичний фіналіст 2004), Ю. Полгар і Свідлер (за рейтингом) | Сан-Луїс (Аргентина): 8 гравців, двоколовий турнір, вересень–жовтень 2005 1. Топалов : 10/14 2.-3. Ананд і Свідлер : 8½/14 4.Морозевич: 7/14 |
| Об'єднання                            | | | | | | | |
| 2006                                  | Об'єднувальний матч | Об'єднувальний матч | Об'єднувальний матч | Топалов (чемпіон ФІДЕ), Крамник (класичний чемпіон) | Топалов (чемпіон ФІДЕ), Крамник (класичний чемпіон) | Топалов (чемпіон ФІДЕ), Крамник (класичний чемпіон) | Еліста жовтень 2006 матч з 12 ігор Нічия 6–6, Крамник виграв плей-оф у швидкі шахи 2½–1½                                                     |

### 2007–дотепер: об'єднаний титул
Після об'єднання титулів ФІДЕ і "класичного" як кваліфікацію на турнір претендентів запроваджено Кубок світу і серію Гран-прі.
| Роки                       | Формат кваліфікації | Кваліфікувались | Посіяні в турнір претендентів                                                                                             | Формат турніру претендентів                                                                                | Переможець(ці) турніру претендентів                | Посіяні у фінал                                                       | Чемпіонський фінал                                                                                         |
| -------------------------- | --- | --- | --- | --- | -------------------------------------------------- | --------------------------------------------------------------------- | --- |
| 2005–2007                  | Кубок світу з шахів 2005 Ханти-Мансійськ листопад–грудень 2005 128 гравців, 7 раундів, міні-матчі, турнір за олімпійською системою; + міні-матчі для визначення місць від 1 до 16. 10 кваліфікувалося | 1.Пономарьов, 2.Аронян, (3.Бакро,) 4.Грищук, 5.Барєєв, 6.Гельфанд, 7.Рублевський, 8.Гуревич, 9.Камський, 10.Карлсен, 11.Малахов | Касимджанов, Леко, Адамс, Ю. Полгар (5-8-ме місця чемпіонату 2005), Широв, Бакро (за рейтингом)                           | Еліста: травень–червень 2007 16 гравців, два раунди матчів, 4 гравці кваліфікувались у чемпіонський турнір | Аронян, Гельфанд, Грищук, Леко                     | Ананд, Свідлер, Морозевич (2–4-те місця 2005); Крамник (чемпіон 2006) | Мехіко: вересень 2007 8 гравців, двоколовий турнір 1. Ананд 9/14 2.-3. Крамник і Гельфанд: 8/14            |
| 2008                       | Рематч | Рематч | Рематч | Рематч | Рематч                                             | Крамник, Ананд                                                        | Бонн, жовтень 2008 матч з 12 ігор Ананд виграв 6½–4½, зберігши титул.                                      |
| 2007–2010                  | Кубок світу з шахів 2007 Ханти-Мансійськ листопад–грудень 2007 128 гравців, 7 раундів, міні-матчі, турнір за олімпійською системою                                                                    | У фіналі Камський переміг Широва 2½-1½.                                                                                         | Топалов (чемпіон ФІДЕ 2005)                                                                                               | Софія лютий 2009, матч з 8 ігор                                                                            | Топалов виграв 4½-2½                               | Ананд (чемпіон 2008)                                                  | Софія квітень–травень 2010 матч з 12 ігор Ананд виграв 6½–5½, зберігши титул.                              |
| 2008–2012                  | Гран-прі ФІДЕ 2008–2010 2 кваліфікувалося | Аронян, Раджабов (Грищук) | (Карлсен) Грищук, Крамник (за рейтингом), Камський, Топалов, Мамед'яров                                                   | Казань травень 2011, 8 гравців, матчі півфінали: Гельфанд переміг Камського; Грищук переміг Крамника       | У фіналі Гельфанд переміг Грищука 3½–2½            | Ананд (чемпіон 2010)                                                  | Москва, травень 2012 матч з 12 ігор, нічия 6–6, Ананд виграв плей-оф у швидкі шахи 2½–1½, зберігши титул   |
| 2008–2012                  | Кубок світу з шахів 2009 Ханти-Мансійськ листопад–грудень 2009 128 гравців, 7 раундів, міні-матчі, турнір за олімпійською системою (1-й кваліфікується)                                               | У фіналі Гельфанд переміг Пономарьова                                                                                           | (Карлсен) Грищук, Крамник (за рейтингом), Камський, Топалов, Мамед'яров                                                   | Казань травень 2011, 8 гравців, матчі півфінали: Гельфанд переміг Камського; Грищук переміг Крамника       | У фіналі Гельфанд переміг Грищука 3½–2½            | Ананд (чемпіон 2010)                                                  | Москва, травень 2012 матч з 12 ігор, нічия 6–6, Ананд виграв плей-оф у швидкі шахи 2½–1½, зберігши титул   |
| 2011–2013                  | Кубок світу з шахів 2011 Ханти-Мансійськ серпень–вересень 2011 128 гравців, 7 раундів, міні-матчі, турнір за олімпійською системою (перші троє кваліфікувались)                                       | Свідлер, Грищук, Іванчук | Гельфанд Карлсен, Аронян, Крамник Раджабов                                                                                | Лондон 2013Лондон березень 2013 двоколовий турнір з 8 гравців                                              | Карлсен (виграв турнір претендентів на тай-брейку) | Ананд (чемпіон 2012)                                                  | Ченнаї, листопад 2013 матч з 12 ігор Карлсен виграв 6½–3½                                                  |
| 2012–2014                  | Гран-прі ФІДЕ 2012–2013 2 кваліфікувалося | Топалов, Мамед'яров | Ананд Аронян, Карякін Свідлер                                                                                             | Ханти-Мансійськ 2014Ханти-Мансійськ, березень 2014 двоколовий турнір з 8 гравців                           | Ананд                                              | Карлсен (чемпіон 2013)                                                | Сочі, листопад 2014 матч з 12 ігор Карлсен виграв 6½-4½, зберігши титул                                    |
| 2012–2014                  | Кубок світу з шахів 2013 Тромсе серпень–вересень 2013 128 гравців, 7 раундів, міні-матчі, турнір за олімпійською системою (перші двоє кваліфікувалися)                                                | Крамник, Андрєйкін | Ананд Аронян, Карякін Свідлер                                                                                             | Ханти-Мансійськ 2014Ханти-Мансійськ, березень 2014 двоколовий турнір з 8 гравців                           | Ананд                                              | Карлсен (чемпіон 2013)                                                | Сочі, листопад 2014 матч з 12 ігор Карлсен виграв 6½-4½, зберігши титул                                    |
| 2014–2016                  | Гран-прі ФІДЕ 2014–15 2 кваліфікувалося | Каруана, Накамура | Ананд Топалов, Гірі (за рейтингом) Аронян (вайлд-кард)                                                                    | Москва 2016 березень 2016 двоколовий турнір з 8 гравців                                                    | Карякін                                            | Карлсен (чемпіон 2014)                                                | Нью-Йорк, листопад 2016 матч з 12 ігор, нічия 6–6 Карлсен виграв плей-оф у швидкі шахи 3–1, зберігши титул |
| 2014–2016                  | Кубок світу з шахів 2015 Баку Жовтень 2015 128 гравців, 7 раундів, міні-матчі, турнір за олімпійською системою (двоє перших кваліфікувалися)                                                          | Свідлер, Карякін | Ананд Топалов, Гірі (за рейтингом) Аронян (вайлд-кард)                                                                    | Москва 2016 березень 2016 двоколовий турнір з 8 гравців                                                    | Карякін                                            | Карлсен (чемпіон 2014)                                                | Нью-Йорк, листопад 2016 матч з 12 ігор, нічия 6–6 Карлсен виграв плей-оф у швидкі шахи 3–1, зберігши титул |
| 2017–2018                  | Гран-прі ФІДЕ 2017 Двоє кваліфікувались | Мамед'яров, Грищук | Карякін Каруана, Со (за рейтингом) Крамник (вайлд-кард)                                                                   | Берлін 2018 березень 2018 двоколовий турнір з 8 гравцями                                                   | Каруана                                            | Карлсен (чемпіон 2016 )                                               | Лондон, листопад 2018 матч з 12 ігор Переміг Карлсен                                                       |
| 2017–2018                  | Кубок світу з шахів 2017 Тбілісі вересень 2017 128 гравців, 7 раундів, міні-матчі, турнір за олімпійською системою (переші двоє кваліфікувались)                                                      | Аронян, Дін | Карякін Каруана, Со (за рейтингом) Крамник (вайлд-кард)                                                                   | Берлін 2018 березень 2018 двоколовий турнір з 8 гравцями                                                   | Каруана                                            | Карлсен (чемпіон 2016 )                                               | Лондон, листопад 2018 матч з 12 ігор Переміг Карлсен                                                       |
| 2020-2021                  | Гран-прі ФІДЕ 2019 Дві вакансії | (1) TBD (2) TBD | Фабіано Каруана (США) (віце-чемпіон світу) Аніш Гірі* (Нідерланди) (поточний лідер за рейтингом) Один шахіст (Вайлд-кард) | Турнір претендентів 2020 Єкатеринбург, березень-квітень 2020 року двоколовий турнір з 8 шахістами          | Непомнящий                                         | Магнус Карлсен (Норвегія) чемпіон 2018 року                           | Дубаї, листопад-грудень 2021 матч із 14 партій Переміг Карлсен                                             |
| 2020-2021                  | Кубок світу з шахів 2019 Ханти-Мансійськ Вересень-жовтень 2019 128 шахістів, 7 раундів, міні-матч, нокаут-турнір (фіналісти кваліфікувались)                                                          | (1) Теймур Раджабов (Азербайджан) (2) Дін Ліжень (Китай)                                                                        | Фабіано Каруана (США) (віце-чемпіон світу) Аніш Гірі* (Нідерланди) (поточний лідер за рейтингом) Один шахіст (Вайлд-кард) | Турнір претендентів 2020 Єкатеринбург, березень-квітень 2020 року двоколовий турнір з 8 шахістами          | Непомнящий                                         | Магнус Карлсен (Норвегія) чемпіон 2018 року                           | Дубаї, листопад-грудень 2021 матч із 14 партій Переміг Карлсен                                             |
| 2020-2021                  | Турнір Grand Swiss ФІДЕ 2019 Острів Мен, жовтень 2019 154 шахісти швейцарська система (переможець) | Ван Хао (Китай) | Фабіано Каруана (США) (віце-чемпіон світу) Аніш Гірі* (Нідерланди) (поточний лідер за рейтингом) Один шахіст (Вайлд-кард) | Турнір претендентів 2020 Єкатеринбург, березень-квітень 2020 року двоколовий турнір з 8 шахістами          | Непомнящий                                         | Магнус Карлсен (Норвегія) чемпіон 2018 року                           | Дубаї, листопад-грудень 2021 матч із 14 партій Переміг Карлсен                                             |
| 2023                       | Фіналісти кубку світу із шахів 2021 | Ян-Кшиштоф Дуда (переможець) | Ян Непомнящий(віце-чемпіон) Теймур Раджабов(номінант ФІДЕ) Дін Ліжень (за рейтингом, замість Карякіна)                    | Турнір претендентів 2022                                                                                   | Непомнящий                                         | Ліжень (друге місце, через відмову Карлсена)                          | Астана, квітень 2023, матч із 14 партій і тай-брейку Переміг Ліжень                                        |
| 2023                       | Фіналісти кубку світу із шахів 2021 | Сергій Карякін (фіналіст) (дискваліфіковано)                                                                                    | Ян Непомнящий(віце-чемпіон) Теймур Раджабов(номінант ФІДЕ) Дін Ліжень (за рейтингом, замість Карякіна)                    | Турнір претендентів 2022                                                                                   | Непомнящий                                         | Ліжень (друге місце, через відмову Карлсена)                          | Астана, квітень 2023, матч із 14 партій і тай-брейку Переміг Ліжень                                        |
| 2023                       | Два найкращих результати у турнірі Grand Swiss ФІДЕ 2021 | Аліреза Фіруджа (переможець) | Ян Непомнящий(віце-чемпіон) Теймур Раджабов(номінант ФІДЕ) Дін Ліжень (за рейтингом, замість Карякіна)                    | Турнір претендентів 2022                                                                                   | Непомнящий                                         | Ліжень (друге місце, через відмову Карлсена)                          | Астана, квітень 2023, матч із 14 партій і тай-брейку Переміг Ліжень                                        |
| 2023                       | Два найкращих результати у турнірі Grand Swiss ФІДЕ 2021 | Фабіано Каруана (друге місце)                                                                                                   | Ян Непомнящий(віце-чемпіон) Теймур Раджабов(номінант ФІДЕ) Дін Ліжень (за рейтингом, замість Карякіна)                    | Турнір претендентів 2022                                                                                   | Непомнящий                                         | Ліжень (друге місце, через відмову Карлсена)                          | Астана, квітень 2023, матч із 14 партій і тай-брейку Переміг Ліжень                                        |
| 2023                       | Два найкращих результати у Гран-прі ФІДЕ 2022 | Хікару Накамура (переможець) | Ян Непомнящий(віце-чемпіон) Теймур Раджабов(номінант ФІДЕ) Дін Ліжень (за рейтингом, замість Карякіна)                    | Турнір претендентів 2022                                                                                   | Непомнящий                                         | Ліжень (друге місце, через відмову Карлсена)                          | Астана, квітень 2023, матч із 14 партій і тай-брейку Переміг Ліжень                                        |
| 2023                       | Два найкращих результати у Гран-прі ФІДЕ 2022 | Ріхард Раппорт (друге місце) | Ян Непомнящий(віце-чемпіон) Теймур Раджабов(номінант ФІДЕ) Дін Ліжень (за рейтингом, замість Карякіна)                    | Турнір претендентів 2022                                                                                   | Непомнящий                                         | Ліжень (друге місце, через відмову Карлсена)                          | Астана, квітень 2023, матч із 14 партій і тай-брейку Переміг Ліжень                                        |
|                            | Кубок світу із шахів 2023 | Рамешбабу Прагнанандха | Ян Непомнящий (віце-чемпіон) Аліреза Фіруджа (за рейтингом)                                                               | Турнір претендентів 2024                                                                                   |                                                    |                                                                       | |
| Фабіано Каруана            | Кубок світу із шахів 2023 | | Ян Непомнящий (віце-чемпіон) Аліреза Фіруджа (за рейтингом)                                                               | Турнір претендентів 2024                                                                                   |                                                    |                                                                       | |
| Ніджат Абасов              | Кубок світу із шахів 2023 | | Ян Непомнящий (віце-чемпіон) Аліреза Фіруджа (за рейтингом)                                                               | Турнір претендентів 2024                                                                                   |                                                    |                                                                       | |
| Велика швейцарка ФІДЕ 2023 | Відіт Гуджраті | | Ян Непомнящий (віце-чемпіон) Аліреза Фіруджа (за рейтингом)                                                               | Турнір претендентів 2024                                                                                   |                                                    |                                                                       | |
| Велика швейцарка ФІДЕ 2023 | Хікару Накамура | | Ян Непомнящий (віце-чемпіон) Аліреза Фіруджа (за рейтингом)                                                               | Турнір претендентів 2024                                                                                   |                                                    |                                                                       | |
| Цикл ФІДЕ 2023             | Гукеш Доммараджу | | Ян Непомнящий (віце-чемпіон) Аліреза Фіруджа (за рейтингом)                                                               | Турнір претендентів 2024                                                                                   |                                                    |                                                                       | |
| 1.                         | | | | |                                                    |                                                                       | |